# Honoré V. (Monaco)

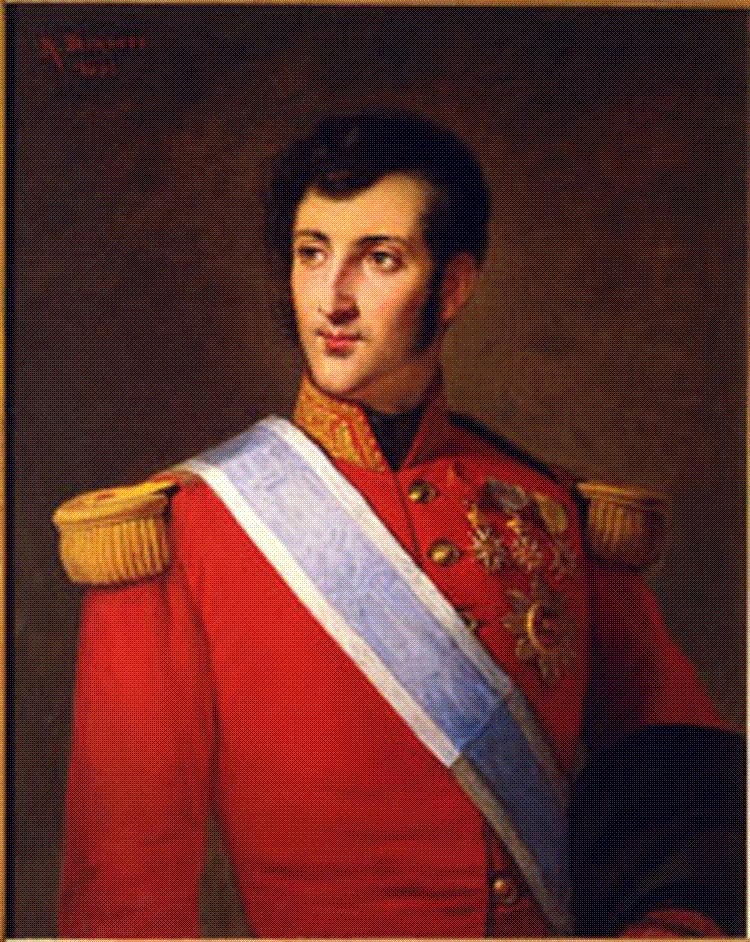
Honoré V.

Honoré V. von Monaco (* 14. Mai 1778 in Paris; † 2. Oktober 1841 ebenda) war von 1819 bis zu seinem Tod regierender Fürst von Monaco. Er war der Sohn seines Vorgängers Honoré IV. und der Louise d’Aumont Mazarin, Herzogin von Mazarin und von La Meilleraye. 
Honoré übernahm die Herrschaft im Jahre 1819, nachdem das Fürstentum 1815 zu einem Protektorat des Königreichs Sardinien geworden war. 
Durch eine straffe Staatsführung versuchte er, die schlechte wirtschaftliche Lage des Fürstentums – teilweise auch auf Kosten des Volkes – zu verbessern. Im Jahre 1833 kam es in Menton zu Protesten des Volkes gegen ihn.
Nach seinem Tod übernahm sein Bruder Florestan die Herrschaft. 